# Cirene (filla d'Hipseu)
Segons la mitologia grega, Cirene (en grec antic: Κυρήνη) fou una filla d'Hipseu, rei dels làpites, que la nàiade Creüsa, filla d'Ocèan i de Gea havia engendrat amb el déu-riu Peneu. La seva mare era la nimfa Trica.
Cirene portava una vida lliure i salvatge pels boscos del Pindos, on guardava els ramats del seu pare contra els atacs de les feres. Un dia va atacar sense armes un lleó, i lluitant contra ell, el va domar. Apol·lo va veure aquesta proesa i se'n va enamorar. Va anar a veure al centaure Quiró per ensenyar-li la noia i per saber de la seva identitat. La va raptar amb el seu carro d'or, la portà mar enllà fins a Líbia i va unir-se amb ella en un palau d'or. Li concedí una part del territori, la regió que des d'aleshores porta el seu nom, la Cirenaica. De les seues relacions amb Apol·lo nasqué Aristeu, que va ser educat per les Hores i per la seva àvia Gea.
Aquesta forma de la llegenda ens és transmesa per Píndar, que es remunta a un poema perdut d'Hesíode. Versions posteriors explicaven que Cirene, després d'arribar a Líbia portada per Apol·lo, va rebre el reialme "de Cirene" de mans del rei de Líbia Eurípil, fill de Posidó. Un lleó assolava el país, i Eurípil va prometre una part del seu regne a que eliminés la fera. Cirene ho va aconseguir, i fundà la seva ciutat, Cirene. En aquesta versió, Cirene, a més d'Aristeu, té un altre fill, Antuc.
Hi ha diverses variants de la vida de Cirene. De vegades no ve directament de Tessàlia, sinó que passa un temps a Creta. Altres tradicions expliquen que Apol·lo es va unir a ella en forma de llop (hi ha un culte a Apol·lo Liceu). Virgili explica a les Geòrgiques l'episodi d'Aristeu i diu que Cirene era una nimfa de les aigües que viu sota el riu Peneu, a la gruta subterrània on es troben els rius abans de sorgir a la terra. No fa cap al·lusió a la seva anada a Líbia.